# Emil Staudacher
Emil Staudacher (* 19. Dezember 1898 in Basel; † 16. September 1977 in Zürich) war ein Schweizer Bauingenieur und Spezialist für Holzbau.

## Leben
Emil Staudacher studierte von 1917 bis 1921 an der  ETH Zürich und schloss mit dem Diplom als Bauingenieur ab. Er war zunächst im Grund- und Wasserbau tätig, so 1925 für das Baubüro der Nordostschweizerischen Kraftwerke (NOK) in Baden. Anschliessend kehrte er an die ETH zurück, wo er 1935 mit einer Dissertation über Holz als Baustoff zum Dr. sc. techn. promoviert wurde.
Von 1936 bis 1942 war er Vorstand der Abteilung für Holzuntersuchungen an der Eidgenössischen Materialprüfungs- und Forschungsanstalt (EMPA). Im Herbst 1942 macht er sich in Zürich mit einem Ingenieurbüro für Hoch- und Tiefbau, Wasserbau und Holzkonstruktionen selbständig, aus dem 1969 die Dr. Staudacher & Siegenthaler AG hervorging. Am 30. Juni 1970 trat er in den Ruhestand.

## Werk

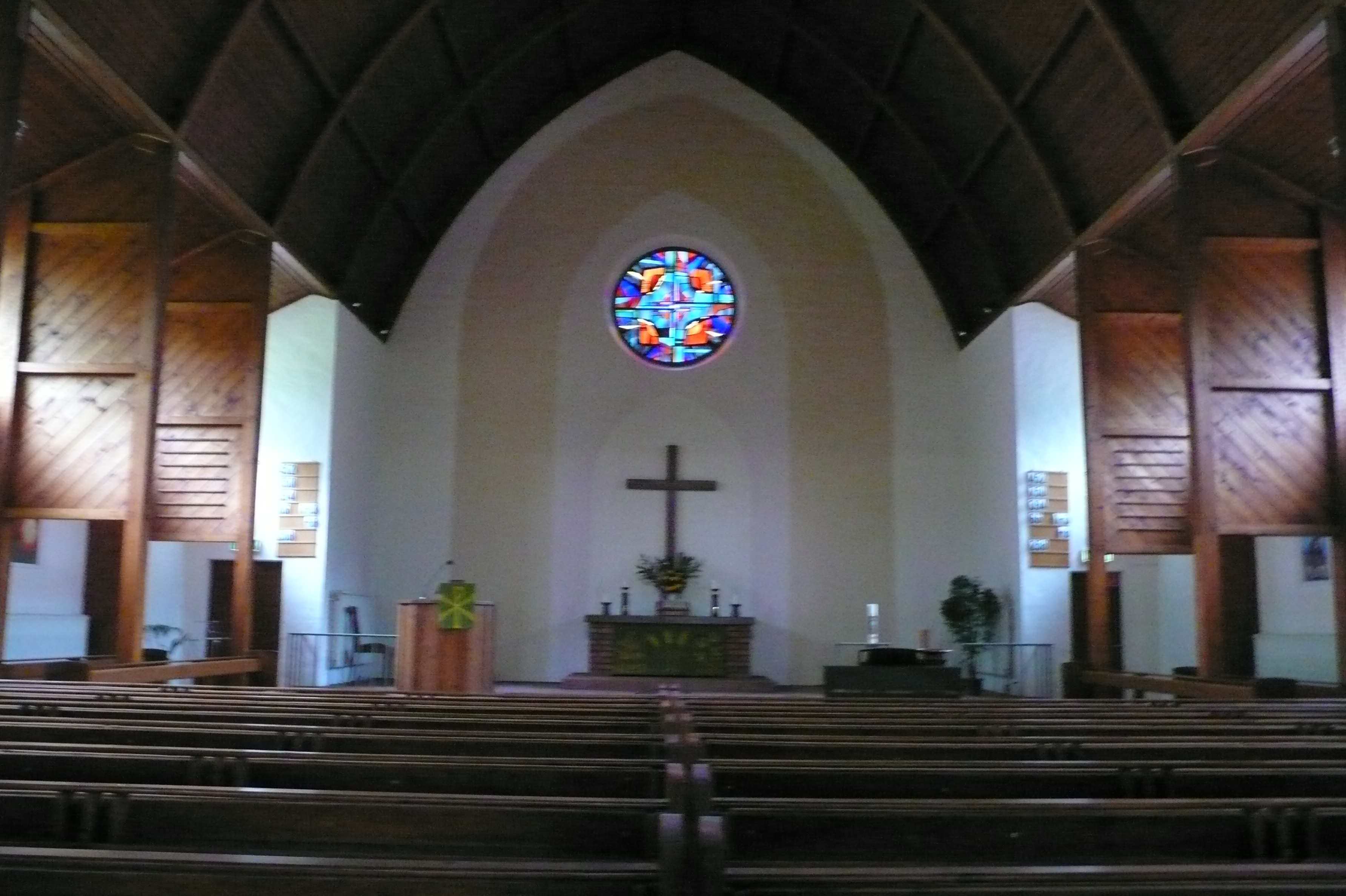
Bethanienkirche in Frankfurt

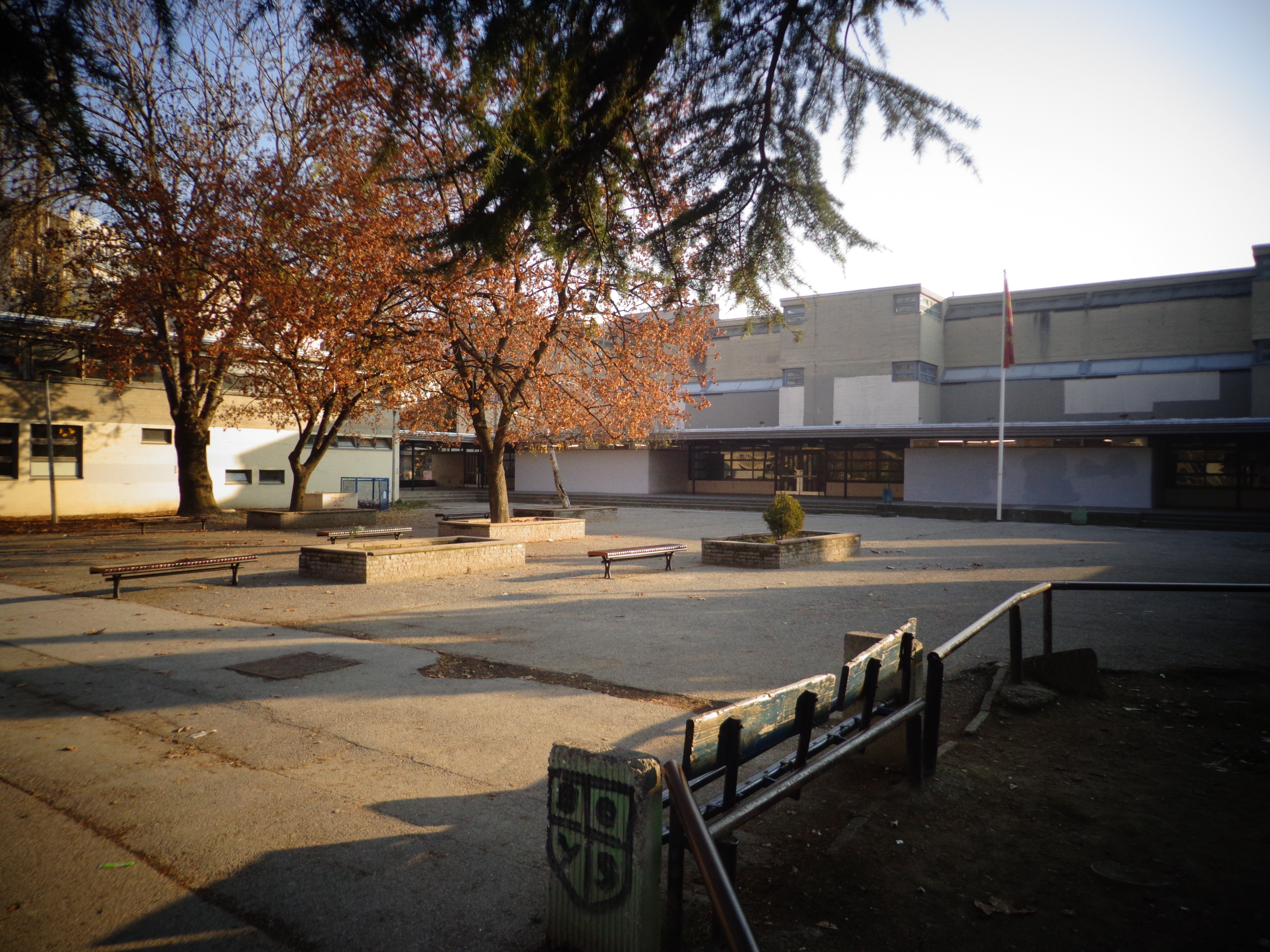
Pestalozzi-Schule in Skopje

Staudacher war Inhaber mehrerer Patente im Bereich Holzkonstruktion. Auf ihn geht der Typ A der Bartning-Notkirche zurück. Diese Form mit hölzernem Spitztonnengewölbe und gemauertem Altarraum, den Otto Bartning auf Grundlage des Entwurfs von Staudacher entwickelte, wurde aufgrund der aufwendigeren Dachkonstruktion mit der Bethanienkirche in Frankfurt am Main in Deutschland nur einmal in der ursprünglichen Form errichtet sowie in abgewandelter Form als Schweizer Kirche in Emden. In Den Haag entstand die Maranathakerk nach diesem Entwurf.
Als in den 1950er Jahren die Zahl der Holzbauten zurückging, verschob sich das Schwergewicht seiner Tätigkeit auf Eisenbeton- und Stahlkonstruktionen. Daneben war er Prüfingenieur beim Bau der Wasserkraftwerke Birsfelden, Säckingen, Rheinau, Schaffhausen, Aarau und Baden-Aue.
Für den Bau der Pestalozzi-Schule (Architekt: Alfred Roth), Teil der Schweizer Hilfe beim Wiederaufbau Skopjes nach dem Erdbeben von 1963, entwickelte Staudacher gemeinsam mit Carl Hubacher einen integralen baulichen Erdbebenschutz in Form einer schwimmenden Lagerung, die seither vielfach eingesetzt wurde.

## Bauten
- Armeemotorfahrzeugparks in Othmarsingen und Bronschhofen
- Hochschulbauten für Universität Zürich und ETH
- Pestalozzi-Schule in Skopje mit einer patentierten erdbebensicheren Lagerung (1970)
- Sektor 2a der Expo 64 in Lausanne
- Kunsteisbahn Dolder am Adlisberg (grösste fugenlose Eisenbetonplatte)
- Kreisspital Männedorf
- Bauten für das Luftraumüberwachungssystem Florida

## Schriften
- Der Baustoff Holz: Beiträge zur Kenntnis der Materialeigenschaften und der Konstruktionselemente. Diss. ETH Zürich 1936. Digitalisat
- Bautechnische Bewertung und Sortierung von Schnittholz. 1939.